# 居阿南
居阿南（法語：Cuarnens）是瑞士联邦西部法语区的沃州下设的一个镇。在行政上属于莫尔日区管辖。居阿南的总面积为7.14平方公里。截至2010年底，总人口为383。